# Morcourt (Aisne)
Morcourt é uma comuna francesa na região administrativa de Altos da França, no departamento de Aisne. Estende-se por uma área de 6,07 km². Em 2010 a comuna tinha 592 habitantes (densidade: 97,5 hab./km²).